# Nuestro juramento

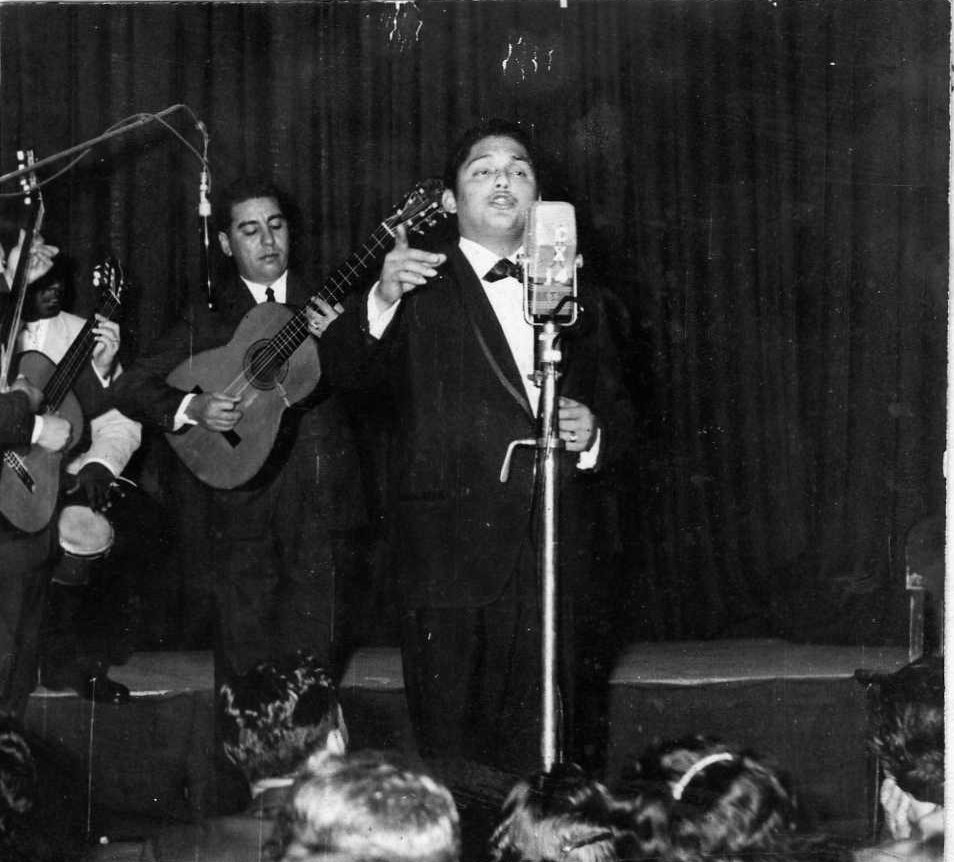
Julio Jaramillo en 1956

Nuestro juramento es una canción criolla escrita por el compositor puertorriqueño Benito de Jesús y popularizada en ritmo de bolero por el cantautor ecuatoriano Julio Jaramillo, quien grabó el tema en 1956 y lo lanzó en 1957 con la disquera Ónix. La canción rompió récords de venta y se convirtió en un éxito tan grande, que Jaramillo llenó alrededor de 200 funciones consecutivas en Guayaquil junto al guitarrista Rosalino Quintero, quien introdujo junto a Jaramillo los cambios a la composición para adaptarla a bolero. Años más tarde, Jaramillo aseveró estar seguro de que sería la canción por la que más sería recordado.
El tema ganó fama a nivel continental y ayudó a posicionar la carrera de Jaramillo en el extranjero. En la actualidad es considerado un ícono de la música ecuatoriana y en particular de la cultura guayaquileña.
El tema fue interpretado además por el dúo Irizarry de Córdova y la orquesta de Lawrence Welk. Posteriormente ha sido versionado por figuras como Charlie Zaa y el grupo Café Tacvba.
Hacia 1994 Benito de Jesús seguía manteniéndose económicamente gracias a las regalías de la canción y aseguró sentirse agradecido con Jaramillo por el éxito del tema.

## Legado
En 1995, el dramaturgo ecuatoriano Lucho Mueckay, director del grupo teatral Sarao, eligió el verso No puedo verte triste porque me matas, perteneciente a Nuestro juramento, para nombrar a una de sus obras teatrales. La escritora y política Aminta Buenaño, por su lado, tituló a una de sus novelas Si tú mueres primero (2011), frase que también es tomada de la canción.